# 岐阜ダイハツ
岐阜ダイハツ販売株式会社（ぎふダイハツはんばい、英: GIFU Daihatsu Corporation）は、岐阜県を主な販売エリアとする、ダイハツ工業の販売会社である。

## 沿革
- 1934年（昭和9年）11月1日 - 村上商店モータース部として自動車販売及び整備業として開業。
- 1936年（昭和11年）4月 - ダイハツ工業の岐阜県総代理店となる。
- 1949年（昭和24年）2月 - 岐阜市本町4丁目に村上商店モータース（むらかみしょうてんモータース）として設立する。
- 1955年（昭和30年）7月 - 本社を岐阜市金園町に新築移転する。
- 1958年（昭和33年）11月 - 岐阜ダイハツ販売株式会社に社名変更。
- 1961年（昭和36年）11月 - 郡上店を新設。
- 1965年（昭和40年）
  - 7月 - ダイハツ工業から資本を導入。
  - 9月 - 長良店を新設。
- 1967年（昭和42年）
  - 1月 - 岐阜ダイハツ労働組合を結成。
  - 5月 - 大垣店を新設。
- 1968年（昭和43年）5月 - 美濃加茂店を新設。
- 1971年（昭和46年）10月 - 茜部店を新設。
- 1976年（昭和51年）10月 - 中津川店を新設。
- 1977年（昭和52年）5月 - 鏡島店を新設。
- 1985年（昭和60年）1月 - 本社を現住所である手力町に移転する。
- 1989年（平成元年）2月 - 茜部店を改装。
- 1996年（平成8年）6月 - 可児店を新設。
- 1998年（平成10年）3月 - 長良店を移転新築。
- 1999年（平成11年）
  - 5月 - 笠松板金センターを新設。
  - 12月 - 岐南店を新設。
- 2000年（平成12年）11月 - カラフルタウン岐阜にレインボーモール店を新設。
- 2001年（平成13年）
  - 1月 - 鏡島店を改装。
  - 12月 - 中津川店を改装。
- 2002年（平成14年）12月 - 美濃加茂店を移転新築。
- 2004年（平成16年）1月 - 岐阜中央店を新設。
- 2005年（平成17年）
  - 2月 - 大垣店を改装。
  - 10月 - 関流通センターおよび関板金センターを新設。
- 2009年（平成21年）1月 - 大垣西店を新設。
- 2015年（平成27年）9月 - 羽島店を新設。
- 2016年（平成28年）6月 - 鵜沼店を新設。
- 2022年（令和4年）1月 - 関鈑金センターを増設。
- 2023年（令和5年）7月 - 郡上店を移転。

## チャレンジNO1
岐阜ダイハツ販売株式会社独自の業務改善を目的とした活動。
店舗ごとにチームに分かれ、店舗の改善やCS向上、業務の効率化などを話し合い改善していく活動である。
また、半年に一度ホテルにて活動を報告する場も設けられている。

## 店舗

### 営業中の店舗
- 岐南店
- 大垣店
- 長良店
- 鏡島店
- 可児店
- 郡上店
- 中津川店
- 茜部店
- 大垣西店
- レインボーモール店
- 鵜沼店
- 美濃加茂店
- 大垣南店

### 閉店した店舗
- 羽島店（2021年（令和3年）7月31日閉店）